# Staurophlebia gigantula
Staurophlebia gigantula är en trollsländeart som beskrevs av Martin 1909. Staurophlebia gigantula ingår i släktet Staurophlebia och familjen mosaiktrollsländor. IUCN kategoriserar arten globalt som otillräckligt studerad. Inga underarter finns listade i Catalogue of Life.